# Shlomo Eliahu
Shlomo Eliahu, (ebraico:שלמה אליהו); (Baghdad, 18 gennaio 1936), è un imprenditore e politico israeliano, miliardario ed in passato membro della Knesset tra il 1978 e il 1981.

## Biografia
Nato a Baghdad nel 1936, Eliahu immigrò in Israele nel 1950 con i suoi genitori e otto fratelli. Dopo essersi inizialmente stabilita in una ma'abara <, un campo di accoglienza, a Beit Lid, la sua famiglia si trasferì a Kiryat Shalom.
Iniziò a lavorare per Migdal, una compagnia assicurativa. Dopo essere stato licenziato nel 1953, lavorò per Binyan come agente assicurativo. Fu esentato dal servizio militare nell'IDF perché aveva sofferto di poliomielite, e nel 1955 fondò una compagnia di assicurazioni indipendente nel quartiere Shapira di Tel Aviv. Nel 1966 fondò la compagnia assicurativa Eliyahu Insurance Company, che inizialmente si occupava solo di assicurazioni auto, prima di espandersi ad altre forme di assicurazione.
Nel 1977 si unì al nuovo partito Movimento Democratico per il Cambiamento (Dash) e vinse un posto nella lista della Knesset. Anche se non riuscì a conquistare un seggio nelle elezioni del 1977, entrò nella Knesset il 15 febbraio 1978 in sostituzione di Meir Zorea. Quando più tardi, nel 1978, il partito si divise, si unì al Movimento Democratico.
L'8 luglio 1980 Eliahu e Shafik Assad lasciarono il Movimento Democratico per fondare Ahva. Anche se in seguito si unì a loro Akiva Nof, sia Nof che Assad abbandonarono il partito alla fine della sessione della Knesset, lasciando Eliahu come unico membro. Il partito non si candidò alle elezioni del 1981 ed Eliyahu perse il suo seggio. E lasciò la politica dedicandosi agli affari.
Eliahu ha costruito la sua fortuna nel mondo assicurativo tanto da essere indicato come l'"enfant terrible" del settore: oltre alla Eliahu Insurance Company, possiede il 64% di Migdal, un gruppo assicurativo e finanziario leader in Israele e acquisito dalle Assicurazioni Generali nel 2012. Ha anche partecipazioni nella Bank Leumi ("il mio sogno") e nella Union Bank of Israel. Secondo Forbes, nel 2o24 aveva un patrimonio netto di 1,2 miliardi di dollari (USD).

## Premi e riconoscimenti
- 2010 - Dottorato onorario dall'Università di Tel Aviv
- 2010 - Insignito del titolo di Manager dell'anno da Dun & Bradstreet.

## Vita privata
Sposato e divorziato, ha quattro figli. Vive a Tel Aviv, nel quartiere di Ha-Kirya, in un appartamento all'ultimo piano del grattacielo Eliyahu House, di proprietà della sua azienda.